# Георгиевский, Дмитрий Владимирович
Дми́трий Влади́мирович Гео́ргиевский (род. 19 августа 1966, Москва) — российский учёный-механик; доктор физико-математических наук (1996), профессор (1999), профессор РАН (2016). Заведующий кафедрой теории упругости Московского государственного университета имени М. В. Ломоносова (МГУ). Директор Научно-исследовательского института механики МГУ (2021). Избран членом-корреспондентом РАН 29 мая 2025 года.

## Биография
Дмитрий Владимирович Георгиевский родился 19 августа 1966 года в Москве. Окончил механико-математический факультет МГУ в 1986 году, специализировался по кафедре теории упругости. Окончил очную аспирантуру Отделения механики в 1989 году. С 1989 года работает в Московском университете (в 1989—1991 и с 2015 года по настоящее время на кафедре теории упругости, в 1991—2015 годах на кафедре механики композитов). С 2015 года заведующий кафедрой теории упругости МГУ. С 2012 по 2014 годы заведовал лабораторией прочности и ползучести при высоких температурах НИИ механики МГУ. С 2020 года по настоящее время заведующий лабораторией упругости и пластичности НИИ механики МГУ. С 2021 года по настоящее время директор НИИ механики МГУ.
В 1989 году защитил кандидатскую диссертацию (тема — «Устойчивость процессов деформаций тяжёлых слоистых неупругих тел»), в 1996 году — докторскую (тема — «Устойчивость вязкопластических течений с произвольным упрочнением»). Ученик Алексея Антоновича Ильюшина и Бориса Ефимовича Победри.
Проходил научные стажировки в Университете Безансона (Франция, 2000; G.Lallement) и Техническом Университете Берлина (Германия, 2010; W.H.Mueller).
В 2005—2014 и с 2019 года по настоящее время заместитель декана механико-математического факультета МГУ.
В 2014—2015 годах проректор МГУ.
С 1999 года по настоящее время по совместительству работает в Институте проблем механики им. А. Ю. Ишлинского РАН (лаборатория механики систем, лаборатория прочности и разрушения материалов и конструкций, лаборатория механики технологических процессов).
С 2020 года по настоящее время директор Научного центра мирового уровня «Сверхзвук—МГУ».
Член Учёного Совета МГУ. Член Учёного Совета механико-математического факультета МГУ. Председатель Учёного Совета НИИ механики МГУ. Член Диссертационного Совета МГУ.01.14 по специальности 01.02.04 — Механика деформируемого твёрдого тела (физико-математические науки) при МГУ. Член Диссертационного Совета Д.002.059.06 по специальности 01.02.06 — Динамика, прочность машин, приборов и аппаратуры (технические науки) на базе Института машиноведения им. А. А. Благонравова Российской академии наук (ИМАШ РАН). Член Диссертационного Совета Д 212.262.07 по специальностям 05.02.04 — Трение и износ в машинах (технические науки) и 05.05.06 — Горные машины (технические науки) при Тверском государственном техническом университете (ТвГТУ).
Член Российского национального комитета по теоретической и прикладной механике.
Действительный член Международной академии наук высшей школы.
Член Общества Прикладной Математики и Механики (GAMM, Германия), Американского Математического общества (AMS), Международного Общества по Анализу, Приложениям и Вычислениям (ISAAC).
Член Экспертного совета по математике и механике ВАК РФ. Член Экспертного совета Российского Фонда Фундаментальных Исследований. Эксперт РАН по Отделению энергетики, машиностроения, механики и процессов управления.
Ответственный секретарь редколлегии журнала «Вестник Московского Университета. Серия 1. Математика, механика». Научный редактор (2006—2014) и член редколлегии журнала «Известия РАН. Механика твёрдого тела». Член редколлегий журналов «Дифференциальные уравнения», «Прикладная математика и математическая физика», «Композиты и наноструктуры», «Вестник МГТУ им. Н. Э. Баумана. Серия: Естественные науки», «Математическое моделирование и численные методы», «Вестник ЧГПУ им. И. Я. Яковлева. Серия: Механика предельного состояния», «Вестник Удмуртского университета. Серия: Математика. Механика. Компьютерные науки», «Чебышёвский сборник».
На механико-математическом факультете МГУ читает курсы: «Механика сплошной среды», «Механика деформируемого твёрдого тела», «Теория упругости (избранные главы)», «Теория определяющих соотношений», «Устойчивость систем с бесконечным числом степеней свободы», «Устойчивость процессов деформирования», «Теория пластичности», «Механика композитов», «Классическая механика». С 1999 года соруководит научным семинаром «Актуальные проблемы геометрии и механики» на мехмате МГУ. С 2005 года соруководит научным семинаром «Проблемы механики сплошной среды» в Институте проблем механики им. А. Ю. Ишлинского РАН.
Ученики, защитившие кандидатские диссертации: Анна Промыслова (2008), Надежда Окулова (2008), Кирилл Квачёв (2013), Пётр Ваганов (2013), Владимир Юшутин (2013), Галим Тлюстангелов (2018), Нина Стеценко (2020), Равиль Шабайкин (2021), Иван Селиванов (2023).

## Научные интересы
К числу областей научных интересов Д. В. Георгиевского относятся: механика сплошной среды, механика деформируемого твёрдого тела, механика композитов, теория определяющих соотношений, устойчивость процессов деформирования, тонкослойные течения, механика технологических процессов.

## Премии и награды
- Премия конкурса работ молодых учёных МГУ (1995)
- Премия имени И. И. Шувалова (1997) — за цикл работ «Устойчивость процессов деформирования тел со сложной реологией»[2]
- Премия Европейской Академии наук для молодых учёных СНГ (1999)
- Премия Международного Общества по Анализу, Приложениям и Вычислениям (ISAAC) для молодых учёных (2005)
- Победитель конкурсов на присуждение грантов поддержки студентов, аспирантов и молодых учёных МГУ имени М. В. Ломоносова (2007, 2009)
- Медаль им. академика Х. А. Рахматулина (2016)

## Публикации
Д. В. Георгиевский является автором более 300 научных работ (среди которых — свыше 250 статей, 11 книг с учётом переизданий). Ниже приведены некоторые из них.
- Георгиевский Д. В.  Устойчивость процессов деформирования вязкопластических тел. — М.: Эдиториал УРСС, 1999. — 176 с. — ISBN 5-88417-129-3.
- Победря Б. Е., Георгиевский Д. В. Лекции по теории упругости. М.: Изд-во «Эдиториал УРСС», 1999. 208 с.; 2-е издание. М.: Изд-во ЛЕНАНД, 2018. 208 с.; 3-е издание стереотипное М.: Изд-во ЛЕНАНД, 2020. 208 с. — ISBN 978-5-9710-5118-3.
- Климов Д. М., Петров А. Г., Георгиевский Д. В.  Вязкопластические течения: динамический хаос, устойчивость, перемешивание. — М.: Наука, 2005. — 394 с. — ISBN 978-5-02-032945-4.
- Победря Б. Е.,  Георгиевский Д. В.  Основы механики сплошной среды. — М.: Физматлит, 2006. — 272 с. — ISBN 5-9221-0649-X.
- Георгиевский Д. В. Избранные задачи механики сплошной среды. М.: Изд-во ЛЕНАНД, 2018. 560 с.; 2-е издание. М.: Изд-во URSS, 2020. 560 с.
- Климов Д. М., Петров А. Г., Георгиевский Д. В. Механика сплошной среды: вязкопластические течения. 2-е издание. М.: Юрайт, 2018. 394 с.
- Георгиевский Д. В. Модели теории вязкоупругости. М.: Изд-во ЛЕНАНД, 2023. 144 с.
- Георгиевский Д. В. Тензорные функции в теории определяющих соотношений. М.: Изд-во ЛЕНАНД, 2025. 160 с. — ISBN 978-5-00237-168-6.
- Георгиевский Д. В.  Об осесимметричном аналоге задачи Прандтля // Доклады Академии наук. — 2008. — Т. 422, № 3. — С. 331—333.
- Георгиевский Д. В.  Нелинейные тензор-функции двух аргументов и некоторые “ортогональные эффекты” напряженно-деформированного состояния // Известия РАН. Механика твердого тела. — 2020. — С. 21—26.
- Георгиевский Д. В.  Малые возмущения диффузионно-вихревых течений ньютоновской жидкости в полуплоскости // Прикладная математика и механика. — 2020. — Т. 84, № 2. — С. 175—181.